# USS Atlanta (CL-51)
USS Atlanta (CL-51) – amerykański krążownik przeciwlotniczy z okresu II wojny światowej, okręt prototypowy typu Atlanta. Wcielony do służby w US Navy pod koniec 1941 roku, wziął udział w akcjach na Pacyfiku: bitwach pod Midway oraz koło wschodnich Wysp Salomona. Został zatopiony podczas pierwszej bitwy koło Guadalcanalu, 13 listopada 1942 roku.

## Projektowanie i budowa
Zamówienie na budowę pierwszego okrętu nowej dla US Navy klasy: krążowników przeciwlotniczych (o koncepcji wzorowanej na brytyjskim typie Dido), według projektu biura Gibbs & Cox, złożono w stoczni Federal Shipbuilding and Drydock Co. w Kearny w stanie New Jersey 25 kwietnia 1939 roku. Stępka została położona 22 kwietnia roku następnego. Uroczystość wodowania odbyła się 6 września 1941 roku, a matką chrzestną została pisarka Margaret Mitchell, autorka powieści Przeminęło z wiatrem. Okręt otrzymał nazwę „Atlanta” jako trzeci w historii US Navy. Oficjalnie został przejęty przez marynarkę 24 grudnia 1941 roku w New York Navy Yard i do połowy marca 1942 roku przechodził próby morskie. Dowódcą krążownika został mianowany komandor Samuel P. Jenkins. Na czas prób wszedł w skład 10. Dywizjonu Krążowników (Cruiser Division 10) jako jego okręt flagowy.

## Opis konstrukcji
„Atlanta” miała gładkopokładowy kadłub o silnie wzniesionej części dziobowej, pokładem opadającym ku śródokręciu i lekko wzniesionym ku rufie. Jej wyporność standardowa wynosiła 6718 długich ton (ts), pełna 8340 ts, długość całkowita 165,05 m (161,55 na konstrukcyjnej linii wodnej), szerokość maksymalna 16,2 m, zaś średnie zanurzenie 6,25 m. Siłownia krążownika składała się z dwóch zespołów turbin parowych koncernu Westinghouse o łącznej projektowanej mocy 75 000 shp, poruszające za pośrednictwem przekładni redukcyjnych De Laval dwie trójłopatowe śruby, a zasilane w parę przez zespół czterech kotłów wodnorurkowych Babcock & Wilcox o ciśnieniu roboczym 46 atm. Projektowana prędkość wynosiła 32,5 węzła, na próbach „Atlanta” osiągnęła 33,67 węzła przy mocy 78 985 shp i wyporności 7404 ts. Zapas 1360 ts paliwa płynnego miał zapewnić zasięg 8500 mil morskich przy prędkości ekonomicznej 15 węzłów, w praktyce wojennej wynosił on 7530 mil przy 15 węzłach i 5630 mil przy 20 węzłach i 1578 ts paliwa.
Główne uzbrojenie składało się z szesnastu dział uniwersalnych Mk 12 L/38 kal. 127 mm (5 cali), umieszczonych w ośmiu poruszanych elektrycznie wieżach Mk 32. Były one zainstalowane po trzy na dziobie i rufie, w układzie schodkowym, oraz po jednej na burcie, w tylnej części śródokręcia. Salwa burtowa „Atlanty” i siostrzanych jednostek, złożona z 14 pocisków 5-calowych, była najpotężniejszą salwą przeciwlotniczą spośród wszystkich okrętów US Navy w II wojnie światowej. Uzupełniały ją trzy czterolufowe stanowiska dział przeciwlotniczych Mk 22 kal. 28 mm, z których dwa zainstalowano na skrzydłach mostka, zaś trzecie na nadbudówce rufowej, przed pierwszą rufową wieżą artyleryjską; oraz osiem dział automatycznych Oerlikon kal. 20 mm. W związku z szybką utratą okrętu nie zrealizowano projektu przezbrojenia go w działa Boforsa kal. 40 mm. Ponadto krążownik posiadał dwie poczwórne wyrzutnie torpedowe kal. 533 mm, bez możliwości zabierania torped zapasowych, oraz wyposażenie do zwalczania okrętów podwodnych: sonar typu QC, dwie rufowe zrzutnie na pięć bomb głębinowych i sześć miotaczy granatów przeciw okrętom podwodnym.
Do kierowania ogniem dział 5-calowych służyły dwa dalocelowniki Mk 37, współpracujące z radarem artyleryjskim Mk 4, pozwalające na jednoczesne naprowadzanie armat na dwa cele powietrzne lecące z prędkością do 500 km/h. Artyleria małokalibrowa była kierowana przy pomocy systemów Mk 51.
„Atlanta” posiadała lekkie opancerzenie najważniejszych elementów konstrukcji, w tym urządzeń napędowych, komór amunicyjnych oraz stanowiska dowodzenia. Wieże artyleryjskie i ich mechanizmy były chronione pancerzem grubości 31 mm.
Projektowana załoga liczyła 26 oficerów oraz 523 podoficerów i marynarzy.

## Służba operacyjna

### Pierwsze działania
Po naprawie wykrytych podczas prób usterek, 5 kwietnia „Atlanta” opuściła Nowy Jork i po osiemnastu dniach rejsu przez Kanał Panamski dotarła do bazy Pearl Harbor, w drodze poszukując śladów ewentualnej działalności Japończyków na Clipperton. 10 maja wypłynęła do Noumei na Nowej Kaledonii, wraz z niszczycielem „McCall” eskortując okręt amunicyjny „Rainier” i tankowiec „Kaskaskia”. Po zakończeniu zadania krążownik został włączony w skład TF 16 admirała Williama F. Halseya, z którym 26 maja powrócił do Pearl Harbor.
Dwa dni później zespół admirała Halseya opuścił bazę, kierując się w stronę Midway. Podczas bitwy pod Midway w dniach 4–7 czerwca 1942 roku „Atlanta” znajdowała się w bezpośredniej osłonie lotniskowca „Hornet”. Po zwycięstwie, powróciła do bazy w Pearl Harbor 13 czerwca. Do końca miesiąca uczestniczyła w ćwiczeniach artyleryjskich w rejonie Hawajów, by pomiędzy 1 a 2 lipca zostać zadokowana dla oczyszczenia i pomalowania dna. Po powtórnym osiągnięciu gotowości bojowej 6 lipca, powróciła do ćwiczeń artyleryjskich.

### Bitwa koło wschodnich Wysp Salomona

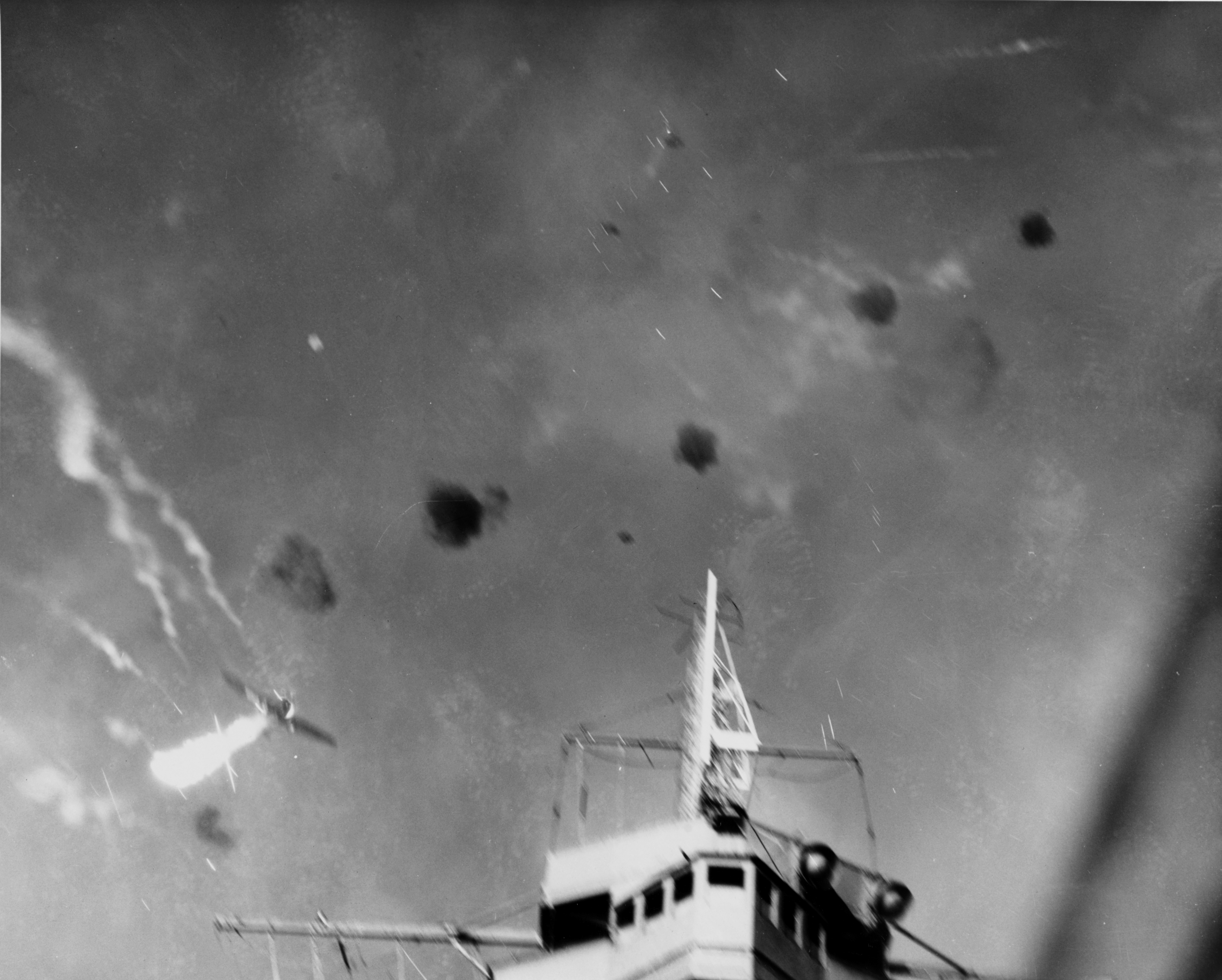
Japoński bombowiec nurkujący zestrzelony przez artylerię przeciwlotniczą ponad pokładem lotniskowca „Enterprise”, 24 sierpnia 1942

15 lipca krążownik, ponownie w składzie TF 16, wypłynął z Pearl Harbor, przez Nukuʻalofa na wyspach Tonga, w kierunku Wysp Salomona. 29 lipca, w ostatniej fazie przygotowań do desantu na Guadalcanal, został włączony do dużego zespołu floty TF 61, dowodzonego przez wiceadmirała Franka J. Fletchera, którego lotniskowce wspierały desant Amerykanów w dniach 7–9 sierpnia.
Postępy wojsk amerykańskich w walkach na Guadalcanalu wywołały szybką reakcję Japończyków. 19 sierpnia 1942 roku wysłali oni z Rabaulu konwój z około 1500 żołnierzami, osłaniany przez zespół wiceadmirała Nishizo Tsukahary: lotniskowiec „Ryūjō”, ciężki krążownik „Tone” i mniejsze jednostki. Za nimi podążały japońskie siły główne wiceadmirała Chūichi Nagumo, z lotniskowcami „Shōkaku” i „Zuikaku”. 24 września doszło do bitwy powietrzno-morskiej, znanej jako bitwa koło wschodnich Wysp Salomona. W jej trakcie „Atlanta” osłaniała lotniskowiec „Enterprise”. Podczas odpierania popołudniowego ataku japońskich bombowców nurkujących, gdy „Enterprise” został uszkodzony trzema bezpośrednimi trafieniami i kolejnymi eksplozjami w pobliżu burt, artylerzyści krążownika zgłosili zestrzelenie pięciu samolotów przeciwnika. Był to właściwy chrzest bojowy załogi „Atlanty”. W wygranej przez Amerykanów bitwie Japończycy stracili lotniskowiec „Ryūjō” i niszczyciel „Mutsuki”, zaś konwój został rozproszony i nie dotarł na Guadalcanal.
25 sierpnia, po odesłaniu uszkodzonego „Enterprise” na remont do Pearl Harbor, „Atlanta” została włączona do osłony lotniskowca „Saratoga” w zespole TF 11 (od 30 sierpnia przemianowanym na TF 61). 31 sierpnia „Saratoga” została storpedowana przez japoński okręt podwodny I-26 i „Atlanta” została oddelegowana do jej ochrony podczas holowania przez krążownik „Minneapolis” na wyspy Tonga, gdzie zespół dopłynął 6 września. Po krótkim postoju, wykorzystanym na uzupełnienie zapasów i odpoczynek załogi, 15 września „Atlanta” wypłynęła do Noumei w eskorcie okrętu amunicyjnego „Lassen” i transportowca samolotów „Hammondsport”. Konwój dotarł do miejsca przeznaczenia cztery dni później, 21 września krążownik wypłynął stamtąd jako część zespołu TF 66.4, zaś 23 września został dołączony do zespołu TF 17. Już następnego dnia został, wraz z dwoma niszczycielami, wysłany w eskorcie pancernika „Washington” z powrotem na Tonga. Po krótkim (26 września – 7 października) pobycie na wyspach, wypłynął z tymi samymi okrętami w kierunku Guadalcanalu, w drodze ochraniając płynące tam transportowce. 15 października zawinął po paliwo i zaopatrzenie na Espiritu Santo, po czym dołączył do tworzonego wokół pancernika „Washington” zespołu TF 64, dowodzonego przez kontradmirała Willisa A. Lee.
Podczas bitwy koło wysp Santa Cruz 26 października 1942 roku „Atlanta” wraz z całym TF 64 operowała za ofensywnymi zespołami lotniskowców amerykańskich, nie biorąc bezpośredniego udziału w przegranym starciu. Następnego dnia zespół został nieskutecznie zaatakowany przez japoński okręt podwodny I-15. 28 października „Atlanta” została okrętem flagowym kontradmirała Normana Scotta, dowódcy nowo sformowanego TF 64.2. 30 października, w eskorcie czterech niszczycieli, przeprowadziła bombardowanie japońskich pozycji na Guadalcanalu, by następnego dnia po południu zawinąć na Espiritu Santo. Kolejnym zadaniem krążownika była osłona trzech transportowców płynących na Guadalcanal. 11 listopada, podczas ich rozładunku na przylądku Lunga (Lunga Point), zespół został zaatakowany przez japońskie bombowce nurkujące, ale skuteczna zapora ogniowa eskorty pozwoliła uniknąć bezpośrednich trafień. 12 listopada, wciąż pozostając w rejonie Lunga jako część TG 67.4, dowodzonego przez kontradmirała Daniela J. Callaghana na „San Francisco”, artylerzyści „Atlanty” brali udział w odpieraniu kolejnych japońskich nalotów, zgłaszając zestrzelenie dwóch maszyn przeciwnika.

### Pierwsza bitwa koło Guadalcanalu

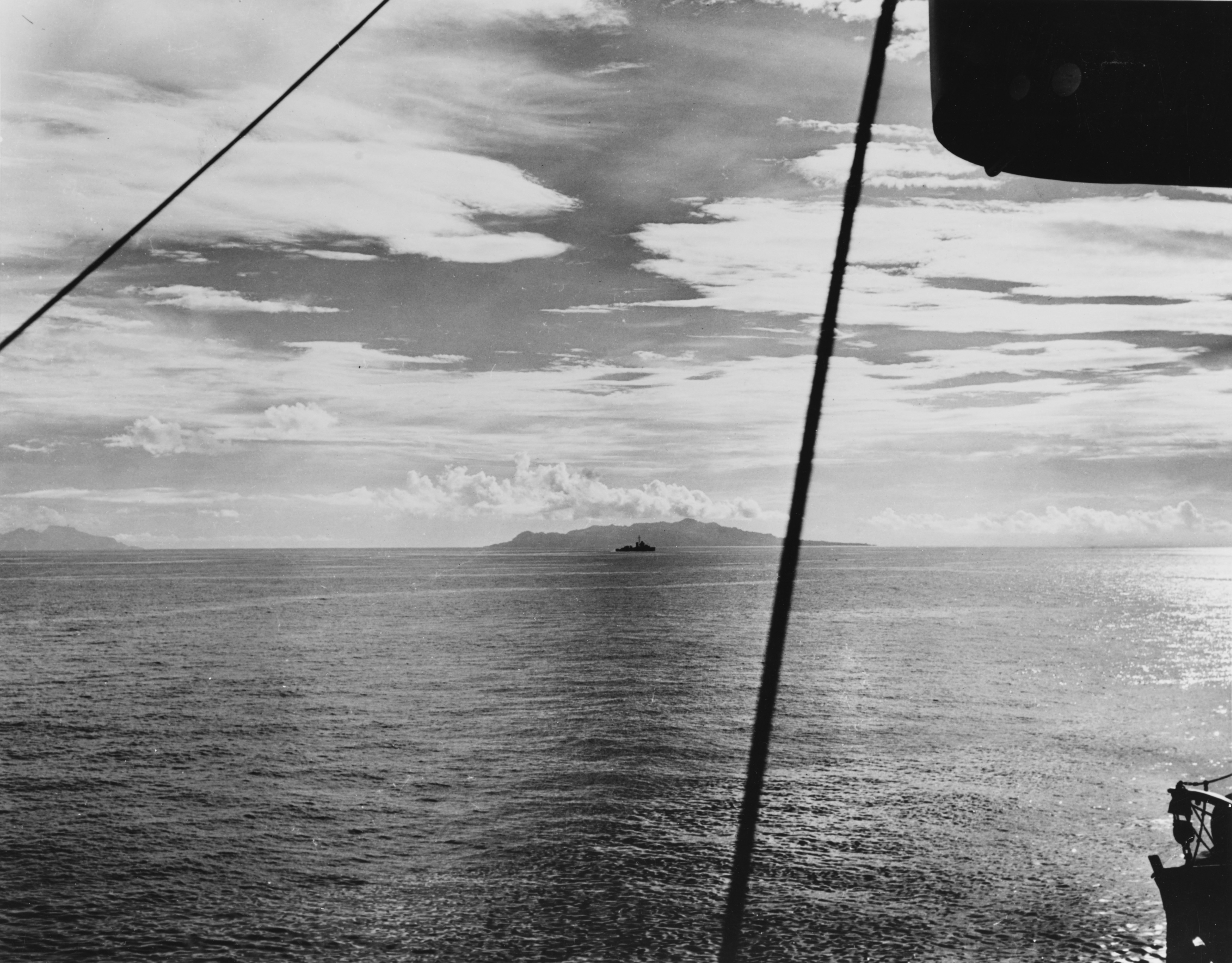
Cieśnina pomiędzy wyspami Savo (pośrodku, na jej tle widoczna sylwetka amerykańskiego niszczyciela) a Guadalcanalem (po lewej widoczny przylądek Esperance) od liczby zatopionych tam okrętów była nazywana Ironbottom Sound (cieśniną Żelaznego Dna)

Tego samego dnia wieczorem Amerykanie otrzymali wiadomość o wykryciu zbliżającego się do Guadalcanalu japońskiego zespołu floty: pancerników „Hiei” i „Kirishima” oraz lekkiego krążownika „Nagara” w eskorcie niszczycieli. Wobec uszkodzenia pod Santa Cruz USS „Enterprise” (CV-6) – jedynego w tym czasie amerykańskiego lotniskowca na Pacyfiku – który był wówczas naprawiany w Numei, i zbyt dużego dystansu dzielącego własne okręty liniowe od rejonu przyszłego starcia, mogli im przeciwstawić jedynie dwa krążowniki ciężkie: „San Francisco” oraz „Portland”, trzy lekkie: „Helenę”, „Atlantę” oraz „Juneau” (dwa ostatnie z działami kal. 127 mm) i osiem niszczycieli. Zadaniem Amerykanów było niedopuszczenie, za wszelką cenę, do ponownego zbombardowania przez Japończyków lotniska Henderson Field na Guadalcanalu.
Nocna bitwa, znana jako pierwsza bitwa koło Guadalcanalu (lub pod Guadalcanalem), rozpoczęła się nocą z 12 na 13 listopada, krótko przed 2.00, w cieśninie pomiędzy wysepką Savo a brzegami Guadalcanalu. Już po kilku minutach walki „Atlanta” została trafiona torpedą z japońskiego niszczyciela i kilkunastoma pociskami ciężkiej artylerii pancernika „Hiei”. Eksplozja zniszczyła przednią kotłownię i maszynownię, wkrótce zalana została tylna kotłownia, co pozbawiło okręt energii elektrycznej, a w efekcie sterowności. Bezwładny krążownik został ostrzelany przez japońskie okręty, przede wszystkim „Nagarę” i niszczyciele, a w zamieszaniu nocnej bitwy także przez „San Francisco”. Na pomoście zginął kontradmirał Scott i większość członków jego sztabu. Historycy nie są pewni, komu przypisać odpowiedzialność za ich śmierć: artylerzystom japońskim czy amerykańskim.
W bitwie Amerykanie odnieśli operacyjny sukces: nie dopuścili do zbombardowania pozycji wojsk lądowych na Guadalcanalu, zatopili pancernik „Hiei” i dwa japońskie niszczyciele. Ceną za to była utrata czterech niszczycieli oraz krążowników „Juneau” i „Atlanta”, poważne uszkodzenia obu ciężkich krążowników oraz śmierć 1439 marynarzy, w tym admirałów Callaghana i Scotta. „Atlanta” została co prawda wzięta rankiem 13 listopada na hol, ale ekipom ratowniczym nie udało się powstrzymać napływu wody do kadłuba. W związku z tym dowódca okrętu, komandor Jenkins, wydał rozkaz jego opuszczenia. Po 20.00 zdetonowano wewnątrz kadłuba ładunek wybuchowy, który spowodował jego zatonięcie około 3 mile morskie na zachód od Lunga Point. Straty wśród załogi wyniosły 172 zabitych i zaginionych oraz 79 rannych. Większość rozbitków została przewieziona na brzeg Guadalcanalu, gdzie znaleźli schronienie w zabudowaniach wokół Henderson Field i następnej nocy przeżyli bombardowanie lotniska przez japońskie krążowniki ciężkie.
Krążownik został oficjalnie skreślony z listy floty 13 stycznia 1943 roku. W trakcie swej służby otrzymał pięć odznaczeń bojowych (Battle Stars), zaś za swoją ostatnią bitwę został wyróżniony Presidential Unit Citation. Komandor Jenkins za prowadzenie okrętu został odznaczony Krzyżem Marynarki Wojennej. Przebieg bitwy i utrata okrętu stała się przedmiotem dochodzenia marynarki, bowiem znaczną odpowiedzialność za ciężkie straty amerykańskie, ponoszą amerykańscy admirałowie, którzy nie ustrzegli się w jej trakcie poważnych błędów.
Nazwę „Atlanta” otrzymał wkrótce nowy krążownik lekki (CL-104), należący do typu Cleveland. Także jego matką chrzestną została Margaret Mitchell.